# Maomé Culi Cotebe Xá
Maomé Culi Cotebe Xá (Muhammad Quli Qutb Shah; 1565 – 11 de janeiro de 1612) foi o quinto sultão da dinastia Cotebe Xá (Qutb Shahi) de Golconda e fundou a cidade de Haiderabade, no centro-sul da Índia e construiu seu centro arquitetônico, Charminar e Meca Masjide. Ele foi um administrador competente e seu reinado é considerado um dos pontos altos de sua dinastia. Ele ascendeu ao trono em 1580 aos 15 anos e governou por 31 anos.

## Nascimento, juventude e vida pessoal
Maomé era o terceiro filho de Ibraim Culi Cotebe Xá Uáli e Baguirati. Ele era um poeta talentoso e escreveu sua poesia em persa, telugo e urdu. Como o primeiro autor na língua urdu, ele compôs seus versos no estilo persa divã, e seus poemas consistiam em versos relacionados a um único tópico, gazal-i musalsal.  O Kulliyat de Maomé compreendia 1.800 páginas, mais da metade eram gazais, cásidas em cem páginas, enquanto o resto continha mais de 300 páginas de matnawi e marsiyas.

## Cidade de Haiderabade
Maomé construiu a cidade de Haiderabade na margem sul do rio Musi em 1591. Ele chamou arquitetos de todo o mundo para projetar a cidade, que foi construída em um plano de grade. A cidade foi batizada em homenagem ao 4º califa do Islã ou 1º imã do muçulmano xiita Ali. Ele construiu Char Minar e Meca Masjide. Foi ele quem lançou a pedra fundamental de Meca Masjide depois de verificar se não havia ninguém na multidão que nunca pulou uma única oração, exceto ele.

## Patrocínio da literatura
Maomé era um estudioso das línguas árabe, persa e telugu. Ele escreveu poesia em urdu, persa e telugu. Sua poesia foi compilada em um volume intitulado "Kulliyat-e-Quli Qutub Shah". Ele teve a distinção de ser o primeiro poeta saíbe do divã (Saheb-e-dewan) urdu  e é creditado por introduzir uma nova sensibilidade nos gêneros predominantes da poesia persa / urdu.